# The Sunshine Girls
The Sunshine Girls är en svensk sånggrupp bestående av: Johanna Stedt, Lina Olsson, Sandra Hansson och Sara Svensson. De sjunger tillsammans med bland andra Günther och Carlito. I Melodifestivalen 2006 tävlade de i Göteborg tillsammans med Günther men tog sig inte vidare till finalen.

## Diskografi
- 2004 – Ding Dong Song (med Günther)
- 2004 – Teeny Weeny String Bikini (med Günther)
- 2005 – Who's That Boy (med Carlito)
- 2005 – TuttiFrutti Summerlove (med Günther)
- 2005 – Christmas Song (Ding Dong) (med Günther)
- 2006 – Like Fire Tonight (med Günther)
- 2007 – Sun Trip (Summer Holiday) (med Günther)